# Данія на зимових Олімпійських іграх 2010
Данія на зимових Олімпійських іграх 2010 представлена 18 спортсменами в 7 видах спорту.

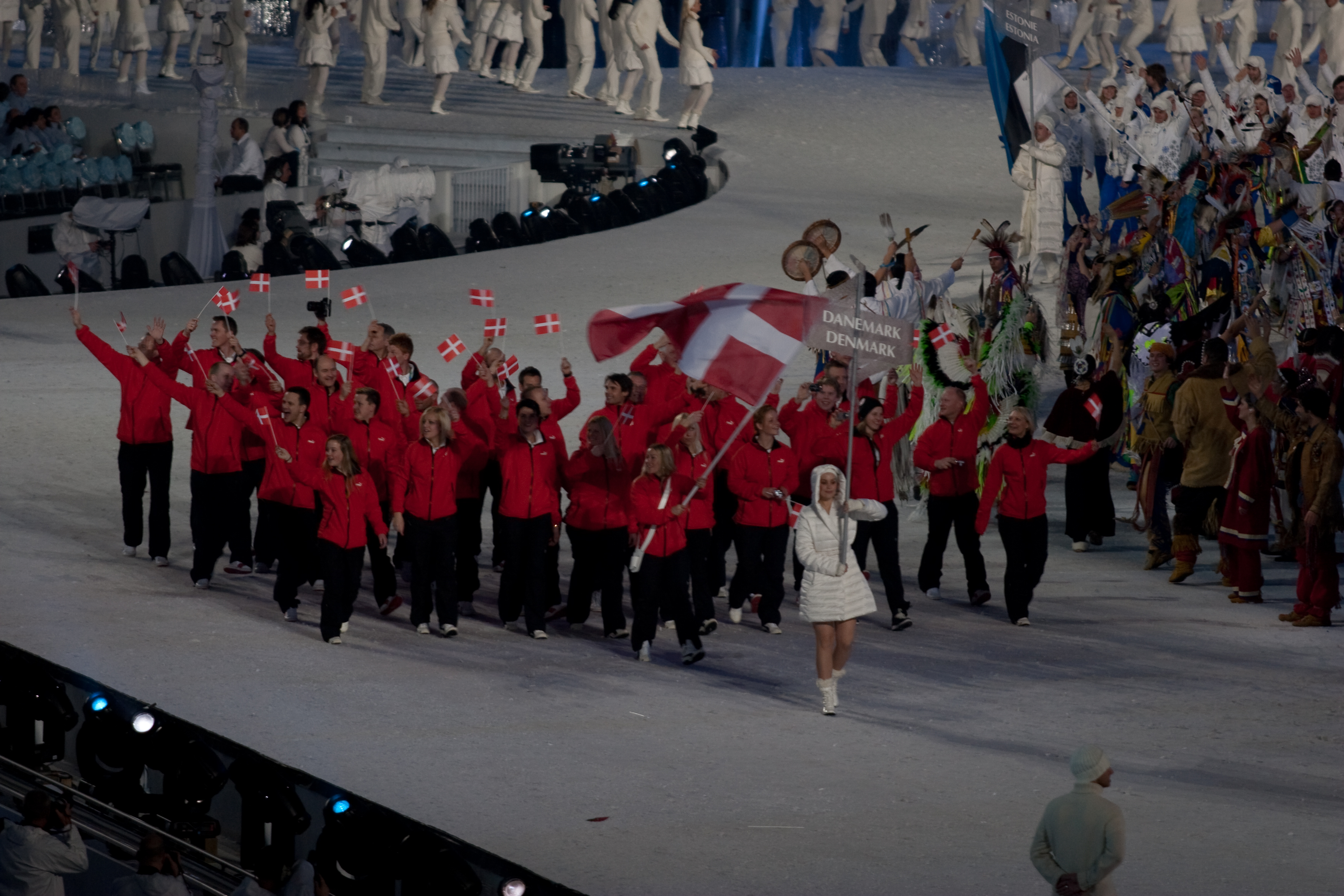
Збірна Данії під час Параду націй на церемонії відкриття Олімпіади